# The Lady Objects
The Lady Objects (Brasil: Marido, Apenas) é um filme norte-americano de 1938, do gênero drama, dirigido por Erle C. Kenton e estrelado por Lanny Ross e Gloria Stuart.
O filme é uma produção B da Columbia Pictures, indicada ao Oscar de melhor canção original por "A Mist Over the Moon", composta por Ben Oakland e Oscar Hammerstein II.

## Sinopse
O ex-jogador de futebol americano William Hayward casa-se com com Ann, que é advogada. Os problemas começam a surgir quando a carreira dela vai de vento em popa, enquanto ele não consegue deslanchar como arquiteto. Depois que se separam, William começa a cantar em um nightclub. Quando é injustamente acusado de assassinato, Ann consegue salvá-lo da prisão e eles se reconciliam.

## Premiações
| Prêmio     | Categoria              | Recipiente(s)                                              | Resultado |
| ---------- | ---------------------- | ---------------------------------------------------------- | --------- |
| Oscar 1939 | Melhor canção original | Ben Oakland, Oscar Hammerstein II ("A Mist Over The Moon") | Indicado  |

## Elenco
| Ator/Atriz      | Personagem        |
| --------------- | ----------------- |
| Lanny Ross      | William Hayward   |
| Gloria Stuart   | Ann Adams Hayward |
| Joan Marsh      | June Lane         |
| Robert Paige    | Ken Harper        |
| Roy Benson      | George Martin     |
| Pierre Watkin   | Senhor Harper     |
| Arthur Loft     | Charles Clarke    |
| Stanley Andrews | Baker             |
| Jan Buckingham  | Senhora Harper    |
| Bess Flowers    | Miriam Harper     |
| Ann Doran       | Senhorita Hollins |
| Vesey O'Davoren | Langham           |